# Пиер Шенал
Пиѐр Шена̀л (на френски: Pierre Chenal) е френски режисьор и сценарист.
Роден е на 5 декември 1904 година в Брюксел в еврейско семейство. През 30-те години получава широка известност с криминални филми, като „Crime et châtiment“ (1935), „L'homme de nulle part“ (1937), „L'Alibi“ (1937), „La maison du Maltais“ (1938).
Пиер Шенал умира на 23 декември 1990 година в Гарен Коломб.